# Hubert Käppel

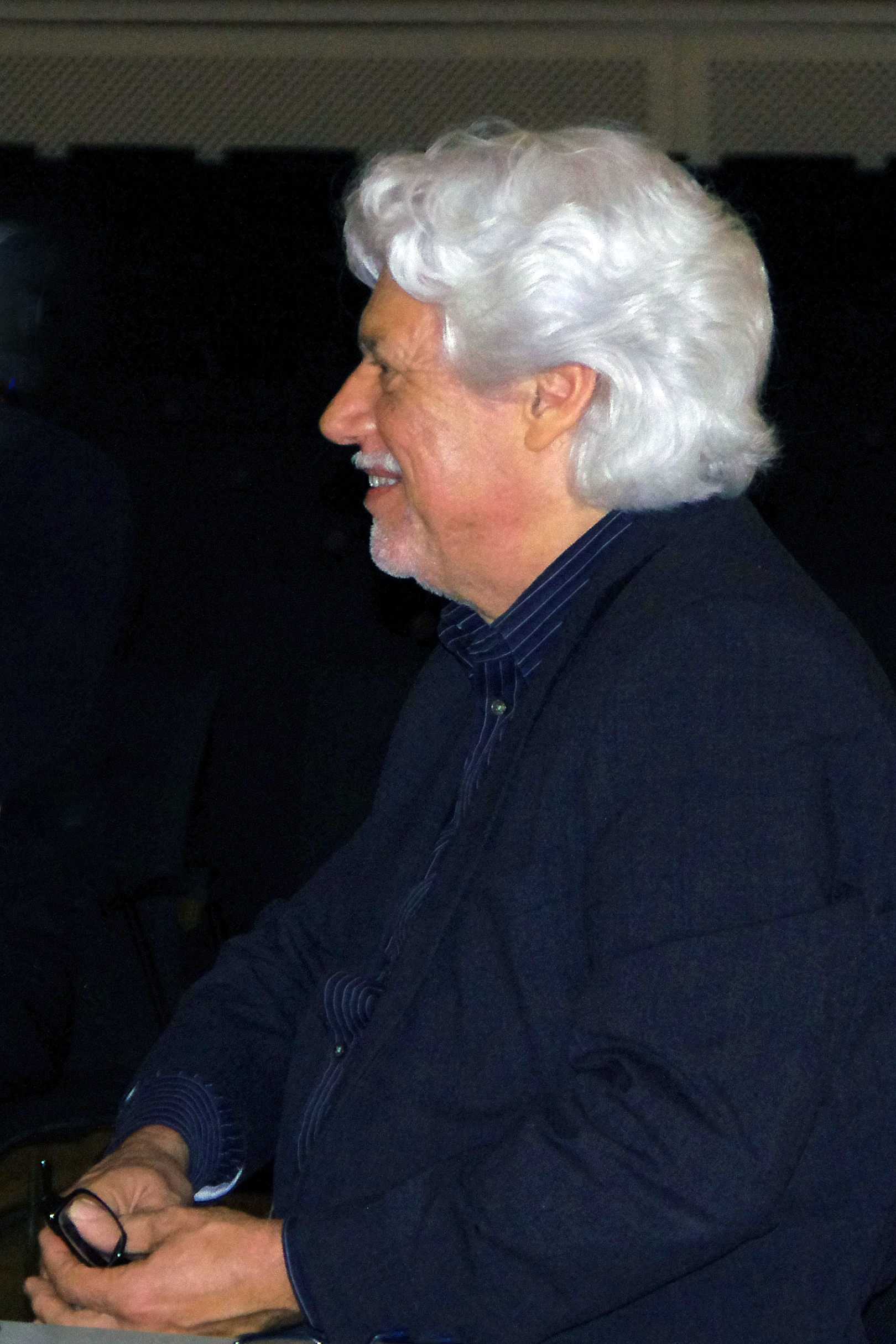
Hubert Käppel (2018)

Hubert Käppel (* 1951 in Bensberg) ist ein deutscher klassischer Gitarrist und Musikpädagoge.

## Leben
Käppel studierte Gitarre unter anderem bei Konrad Ragossnig und Oscar Ghiglia. Mit seinen Interpretationen und Bearbeitungen klassischer Kompositionen, darunter die 6. Klavierpartita von Johann Sebastian Bach Anfang der 1980er Jahre und Werke von Johannes Brahms, fand er breite Beachtung. Außerdem konzertiert Käppel in vielen Ländern weltweit.
Besonderen Einfluss erlangte Käppel durch seine pädagogische Tätigkeit. Er leitet die Gitarrenklasse an der Hochschule für Musik und Tanz Köln, das Internationale Gitarrenfestival Frechen und das Internationale Gitarrenfestival Gevelsberg und gründete 2001 die Gitarrenakademie Koblenz. Die Koblenz International Guitar Competition wurde nach Käppel benannt. Zudem wirkt Käppel häufig als Juror bei internationalen Wettbewerben.
Mit Käppels Gitarrenschule legte er ein Grundlagenwerk für die klassische Gitarrenausbildung vor, als Introducing the guitar auch in einer englischsprachigen Fassung. Zu seinen ehemaligen Schülerinnen und Schülern von Hubert Käppel gehören u. a. Zoran Dukić, Alex
Garrobé, Helmut Jasbar, Goran Krivocapić, Chiawei Lin, Marco Socias, Laura Young und zu den
erfolgreichsten aktuellen Studierenden gehören u. a. Campbell Diamond, David Dyakov, Ema Kapor,
Igor Klokov.

## Diskografie
- Bach, Granados, Rodrigo und Brouwer. KSG Exaudio, 1981
- Bach und Kellner. KSG Exaudio, 1985
- Romantic Guitar Music. KSG Exaudio, 1992
- Lieder von Brahms, Garcia Lorca und de Falla. KSG Exaudio, 1994 (mit Sabine Fues, Mezzosopran)
- FÉNIX – International Guitar Quartett. Amphion, 2001 (mit Sotiris Malasiotis, Luciano Marziali und Pirai Vaca)

## Schriften
- Die Stadt der tausend Saiten, IV. Internationales Gitarrenfestival Esztergom, nova giulianiad 1/83, S. 40–43.